# Черкасский, Муцал Сунчалеевич
Муцал Сунчалеевич Черкасский (ум. 1661) — князь Черкасский (1636—1661), четвёртый сын князя Сунчалея Канклычевича Черкасского. При царях Михаиле Фёдоровиче и Алексее Михайловиче кабардинский князь Муцал Черкасский участвовал в борьбе с крымцами и ногайцами на южных границах России, а также принимал активное участие в дипломатических переговорах с различными горскими владетелями.

## Биография
В 1636 году упал с лошади и скончался князь Шолох Сунчалеевич Черкасский, старший брат Муцала. В том же 1636 году Муцал Черкасский отправился в Москву, где получил от русского царя Михаила Фёдоровича жалованную грамоту на княжение над нерусским населением в Терках. Его старшие братья Будачей-мурза (Будэчъей - редкое имя, вероятно в честь Будайчи (Будачей) Эрпелинского) и Алкас-мурза не смоли претендовать на княжение, так как не были постоянными жителями Терской крепости и проживали в Кабарде, в старых владениях Идаровичей. Муцал Черкасский породнился с верховным князем Большой Кабарды Алегуко Шогенуковым и женился на его сестре Пархан, вдове своего старшего брата Шолоха.
После возвращения в Терки в Кабарде вспыхнула большая ссора между князьями Будачеем, Алегуко, Муцалом и Сунчалеем Сунчалеевичами Черкасскими, с одной стороны, и сыновьями и братом последнего великого князя-валия Кабарды Куденета Камбулатовича (1616—1624) — Келеметом и Ильдаром Черкасскими и их дядей Пшемахо Камбулатовичем. Куденетовичи писали многочисленные доносы в Посольский приказ на Сунчалевичей, обвиняя их в изменнических связях с князьями Большой Кабарды и Крымским ханством.
В 1639 году при поддержке Будачея и Муцала Черкасских князья Большой Кабарды Алегуко и Хатохшоко захватили и разорили владения князей Келемета и Ильдара Куденетовичей. В плен были взяты мать и две сестры князей Черкасских. Царское правительство обвинило Сунчалеевичей «в воровстве и измене». Братья Мучал и Будачей Черкасские были вызваны в Москву и арестованы. Будачей и Муцал были отправлены под стражей в Вологду и Углич. Желегоша, вдова князя Сунчалея Черкасского, вместе с младшим сыном Сунчалеем была отправлена в ссылку в Астрахань. В апреле 1642 года братья Муцал и Будачей Сунчалеевичи были вызваны из ссылки в Москву, где были приняты царём и прощены. На аудиенции царь Михаил Фёдорович поручил князю Муцалу Черкасскому добиться возвращения в русское подданство Большой Кабарды, ушедшей за Кубань. Только весной 1643 года князь Муцал Черкасский вернулся в Терки. По просьбе Муцала Черкасского были освобождены из заключения его мать Желегоша и младший брат Сунчалей. Муцал Сунчалеевич Черкасский сражу вступил в переговоры со своим шурином, верховным князем Большой Кабарды Алегуко Шогенуковым. В мае 1643 года Алегуко Шогенуков с большой делегацией прибыл в Терки, где после переговоров с воеводами и князем Муцалом Черкасским принёс «шерть» (присягу) на верность русскому царю.
В январе 1644 года князь Муцал Сунчалеевич Черкасский отправил из Терского города своего гонца в Большую Кабарду, сообщив верховному князю Алегуко Шогенукову о готовящемся нападении большой калмыцкой орды под предводительством тайши Хо-Урлюка на Кабарду. Алегуко Шогенуков, собрав кабардинское войско и соединившись со своими союзниками, наголову разгромил и рассеял калмыцкое войско. Узнав о полном разгроме калмыцкой орды в Кабарде, терские воеводы отправили два отряда ратных людей под командованием князей Муцала Черкасского и Татархана Арасланова для преследования отступающих калмыков. Русские перебили остатки калмыцкого войска и захватили языков.
В марте 1644 года князь Муцал Черкасский, получив разрешение от терских воевод, посетил Большую Кабарду, которая продолжала находиться за Кубанью. Муцал Черкасский старался убедить братьев Алегуко и Хатажуко вернуться обратно в Пятигорье. Алегуко и Хатажуко подтвердили свою присягу на верность русскому царю, но пока не спешили возвращаться на старые места проживания. Муцал Черкасский пробыл в Кабарде пять месяцев и вернулся в Терки, привезя с собой новых заложников. Летом 1644 года Большая (Казиева) Кабарда возвратилась из-за Кубани на прежние места, в районы Большой и Малой Кумы, Пятигорья, равнины Сатей, Малки, Баксана, Чегема, Черека. В следующем 1645 году князь Муцал Сунчалеевич Черкасский получил жалованную царскую грамоту на княжение в Терках.
В 1646 году Муцал Черкасский со своим полком, состоящим из 1200 терских казаков и кабардинцев, принял участие в борьбе с крымскими татарами и ногайцами на южных границах Русского государства. Летом Муцал Черкасский двинулся из Терского города на помощь осаждённому войсками крымского хана городу Черкасску, столицу Войска Донского. Муцал Черкасский прибыл в низовья Дона и начал военные действия в окрестностях Азова. Одновременно туда прибыл на помощь донским казакам из Астрахани воевода князь Семён Романович Пожарский с войском. После прибытия полков из Астрахани и Терского города крымские татары сняли осаду с Черкасска. Князь Семён Пожарский стал преследовать отступающего противника, а Муцал Сунчалеевич Черкасский совершил рейд на ногайские улусы под Азов.
Муцал Черкасский со своим отрядом и донскими казаками не стал осаждать сильно укреплённый Азов, а разорил на реке Её большой ногайский улус мурзы Шантемира. Победители захватили до 7 тысяч пленников, до 6 тысяч коров и 2 тысячи овец.
В июле 1646 года 10-тысячное турецко-татарское войско под предводительством Мустафы-паши и крымского нурэддина совершило ответный поход на земли донских казаков. 6 июля турки-османы и крымцы внезапно напали на русский лагерь под Черкасском. Первый удар приняли на себя терские казаки и кабардинцы под командованием князя Муцала Черкасского. К ним на помощь прибыли донские казаки и стрельцы под предводительством князя Семёна Пожарского. Объединённые силы русских ратников, казаков и кабардинцев отбили все атаки татар и турок, перешли в наступление и заставили противника отступить к реке Кагальник. 7 августа 1646 года князья Семён Пожарский и Муцал Черкасский совершили внезапное нападение на лагерь крымского нурэддина и разгромили его.
В 1651 году князь Муцал Черкасский со своим полком был отправлен на помощь русскому гарнизону в Сунженском остроге на реке Сунже, осаждённому большим дагестанским войском. По пути противник разграбил многие кабардинские поселения, захватив большое количество лошадей и скота. Муцал Черкасский с казаками и кабардинцами прибыл из Терского города в Сунженский острог и возглавив его оборону. Дагестанцы попытались взять острог штурмом, но были отражены. Муцал Черкасский совершил вылазку из Сунжи, разбил, преследовал и рассеял противника, отбив большую часть захваченной добычи.
В 1661 году кабардинский служилый князь Муцал Сунчалеевич Черкасский скончался, оставив после себя сыновей Каспулата, Кантемира и дочь Абайхан. Старший сын Каспулат Муцалович Черкасский (ум. 1681) унаследовал отцовское княжение в Терках. Младший сын Кантемир (ум. 1672) был убит малыми ногайцами. Дочь Абайхан Муцаловна стала женой калмыцкого тайши Аюки-хана (1673—1724).